# معرض الدفاع العالمي
معرض الدفاع العالمي هو معرض للدفاع والأمن يقام كل سنتين في الرياض، المملكة العربية السعودية. ويعرض هذا الحدث، الذي أسسته الهيئة العامة للصناعات العسكرية (GAMI)، التطورات التكنولوجية في قطاع الدفاع من جميع أنحاء العالم. وبينما ركزت النسخة الافتتاحية لعام 2022 على التوافق العملياتي، فإن نسخة عام 2024، "نستعد للغد"، تركز على التقنيات المستقبلية التي تشكل صناعة الدفاع والأمن.

## مقدمة
أقيمت النسخة الافتتاحية من معرض الدفاع العالمي في مارس 2022. وعلى مدار أربعة أيام ، شهد الحدث مشاركة 600 عارض في مجال الدفاع والأمن من 42 دولة. واختتم المعرض بصفقات بقيمة 29.7 مليار ريال سعودي، واستقبل 80 وفداً عسكرياً، و65 ألف زيارة، وتمثيلاً من 85 دولة. وبالتطلع إلى نسخة 2024، من المقرر أن يضم المعرض 750 عارضًا من أكثر من 60 دولة، ومن المتوقع أن يجذب 100 ألف زائر، مما يعزز مكانته كمعرض عالمي رائد للدفاع والأمن.

## تاريخ المعرض
تم تأسيس معرض الدفاع العالمي من قبل الهيئة العامة للصناعات العسكرية في المملكة العربية السعودية. منذ إنشائه في عام 2022، وضع المعرض نفسه كواحد من المعارض الدفاعية والأمنية الرائدة على مستوى العالم. ويعكس هذا الحدث دور المملكة العربية السعودية كمحرك عالمي للتعاون والابتكار وفرص الأعمال في قطاع الدفاع. وتهدف العلاقات وتبادل المعرفة التي يسهلها المعرض إلى تعزيز الاستثمار والنمو في صناعة الدفاع والأمن في المملكة العربية السعودية، بما يتماشى مع رؤية المملكة 2030 لتوطين أكثر من 50٪ على الخدمات و المعدات العسكرية.

## التاريخ والأحداث
يقام معرض الدفاع العالمي كل عامين، وقد أقيمت النسخة الاولى في عام 2022، ومن المقرر أن تقام النسخ المقبلة في أعوام 2024 و2026 و2028 و2030
- نسخة 2024 أقيمت من 4 فبراير حتى 8 فبراير2024 بمشاركة أكثر من 750 جهة عارضة تمثل أكثر من 75 دولة، و115 وفدًا.وقد شهد المعرض عرض أول سيارة أمنية كهربائية مزودة بتقنيات الذكاء الاصطناعي صنعتها شركة لوسيد Lucid في المملكة العربية السعودية.[6]

## الدول المشاركة
جمعت نسخة 2022 من معرض الدفاع العالمي 600 عارض من 42 دولة واستقبلت 65 ألف زائر، وبلغت قيمة بصفقات بقيمة 29.7 مليار ريال سعودي. وفي نسخة 2024 القادمة، من المتوقع أن يضم المعرض 750 عارضًا من أكثر من 60 دولة، ومن المتوقع أن يجذب 100 ألف زائر. بالإضافة إلى ذلك، من المقرر أن تستقبل هذه النسخة وفودًا رفيعة المستوى، بما في ذلك وزراء الدفاع، من 45 دولة، لتسليط الضوء على أهمية الحدث على مسرح الدفاع العالمي.

## الموقع
يتم تنظيم معرض الدفاع العالمي في الرياض بالمملكة العربية السعودية، ضمن منشأة حديثة مصممة لهذا الغرض وتمتد على مساحة 800 ألف متر مربع. ولتلبية الطلب المتزايد على نسخة 2024، تم إنشاء القاعة رقم 3 الجديدة. يتألف المكان الواسع من ثلاث قاعات عرض كبيرة، ومساحات عرض خارجية، ومسار عرض أرضي، ومدرج لعروض الطيران الحية، و عروض الطائرات الثابتة للأصول العسكرية المتطورة، ومناطق مخصصة للتواصل، ومساحات للمؤتمرات، وقاعدة للضيافة، وكلها مصممة لتوفير تجربة غامرة للحاضرين.

## فريق القيادة

### أحمد عبد العزيز العوهلي, محافظ الهيئة العامة للصناعات العسكرية GAMI
يقود معالي المهندس أحمد العوهلي عملية التحول والتوطين في قطاع الدفاع والأمن في المملكة العربية السعودية. ومن خلال عمله لمدة 20 عامًا كنائب رئيس مجلس الإدارة والرئيس التنفيذي للشركة السعودية العالمية للبتروكيماويات (سبكيم)، نجح في تحويلها إلى شركة عالمية رائدة في مجال البتروكيماويات. تم إدراج الشركة في قائمة أقوى 50 شركة في الشرق الأوسط للتكرير والبتروكيماويات لعام 2018، وهو حاصل على درجة البكالوريوس في الهندسة الكيميائية من جامعة الملك فهد للبترول والمعادن.

### أندرو بيرسي, الرئيس التنفيذي لمعرض الدفاع العالمي
انتقل أندرو بيرسي، الذي يتمتع برؤية للتوجه الاستراتيجي، من مدير العمليات إلى منصب الرئيس التنفيذي قبل حدث 2022. ويشرف على فريق متعدد الثقافات، ويركز على التوطين وتنمية المواهب. وتشمل مسيرته المهنية التي تمتد لـ 25 عامًا الشراكات والفعاليات مع العلامات التجارية
والمنظمات الشهيرة. في السابق، كان يشغل منصب الرئيس التنفيذي للتسويق والرؤية في مجموعة ADS وشركة فارنبرة للطيران، تخرج أندرو في دراسات الأعمال من جامعة ميدلسكس بالمملكة المتحدة

### سلطان بن محمد المالك
كبير الإداريين بالهيئة العامة للصناعات العسكرية أمين وعضو اللجنة الاشرافية للمعرض، مع أكثر من 32 عامًا من الخبرة، يتخصص سلطان المالك في التسويق الاستراتيجي والاتصالات وتطوير الأعمال. وقد مثل سلطان المملكة العربية السعودية دوليًا وتولى أدوارًا قيادية في جمعيات مختلفة. وهو أيضًا كاتب غزير الإنتاج ومحاضر دولي. حصل سلطان على درجة البكالوريوس في الآداب من جامعة الملك سعود، ودرجة الماجستير في العلوم من جامعة ستراثكلايد، جلاسكو.

## فريق تنفيذي رفيع المستوى

### منصور البابطين, كبير مسؤولي الاتصال في المملكة العربية السعودية
وهو طيار سابق بالقوات الجوية الملكية السعودية، ويعمل بالتنسيق بين المعرض والهيئة العامة للصناعات العسكرية وأصحاب المصلحة الرئيسيين. وتشمل مهامه الإشراف على البرنامج الثقافي المصاحب للمعرض، وإعداد وتنفيذ برنامج الوفود الرسمية، وحفل الافتتاح والاستقبال. تخرج منصور من أكاديمية الملك فيصل الجوية وخدم لمدة 12 عامًا في القوات الجوية الملكية السعودية. وهو حاصل أيضًا على درجة الماجستير في الدراسات الإستراتيجية من الجامعة الجوية بولاية ألاباما.

### أماندا ستاينر
الرئيس التنفيذي للشؤون التجارية، تتمتع أماندا ستاينر بخبرة تزيد عن 30 عامًا في صناعة المعارض، وهي مشهورة في مجتمع الطيران والدفاع العالمي. في معرض الدفاع العالمي، تقوم بتشكيل استراتيجيات متعددة في إطار استراتيجية المعرض. وحصدت أماندا التكريم والتقدير على مسيرتها وإنجازاتها الاستثنائية، من قبل صاحب الجلالة الملك حمد بن عيسى آل خليفة، ملك مملكة البحرين، الذي منحها أعلى وسام في مملكة البحرين. تخرجت بدرجة البكالوريوس مع مرتبة الشرف من كلية جولدسميث بجامعة لندن.

### منصور القرني, الرئيس التنفيذي للشؤون المالية
انضم منصور القرني، إلى معرض الدفاع العالمي في عام 2021. وهو قائد مالي استراتيجي. ويقدم رؤى مالية استراتيجية، ويتولى مسؤولية جميع الجوانب المتعلقة بالإستراتيجية المالية والمشتريات وتنفيذها، إلى جانب دوره في قيادة فريق الخدمات المشتركة. ويعمل منصور، مستندًا إلى ما يقرب من 20 عاماً من الخبرة العملية والمهنية، تمتد خبرة منصور في القطاعين العام والخاص، بما في ذلك الدور المهم الذي لعبه في الأمانة العامة لقمة مجموعة العشرين G20، التي أقيمت بالرياض. وهو حاصل على درجة البكالوريوس في المحاسبة من جامعة الملك سعود وماجستير في إدارة الأعمال من جامعة تروي، ألاباما.

## وصلات خارجية
- الموقع الرسمي